# لارس اونزاگر
لارس اونزاگر (به نروژی: Lars Onsager) ‏ (۲۷ نوامبر ۱۹۰۳–۵ اکتبر ۱۹۷۶) شیمیدان آمریکایی نروژی بود که در سال ۱۹۶۸ به خاطر کشف موازنه‌ای لارس اونزاگر برنده جایزه نوبل شیمی شد.

## زندگی
لارس در اسلو، نروژ متولد شد. پدر او یک وکیل بود. پس از اتمام دوره متوسطه در اسلو به مؤسسه فناوری نروژ (NTH) در تروندهایم نروژ رفت و در سال ۱۹۲۵ به عنوان یک مهندس شیمی فارغ‌التحصیل شد.